# Domaine de Karatsu

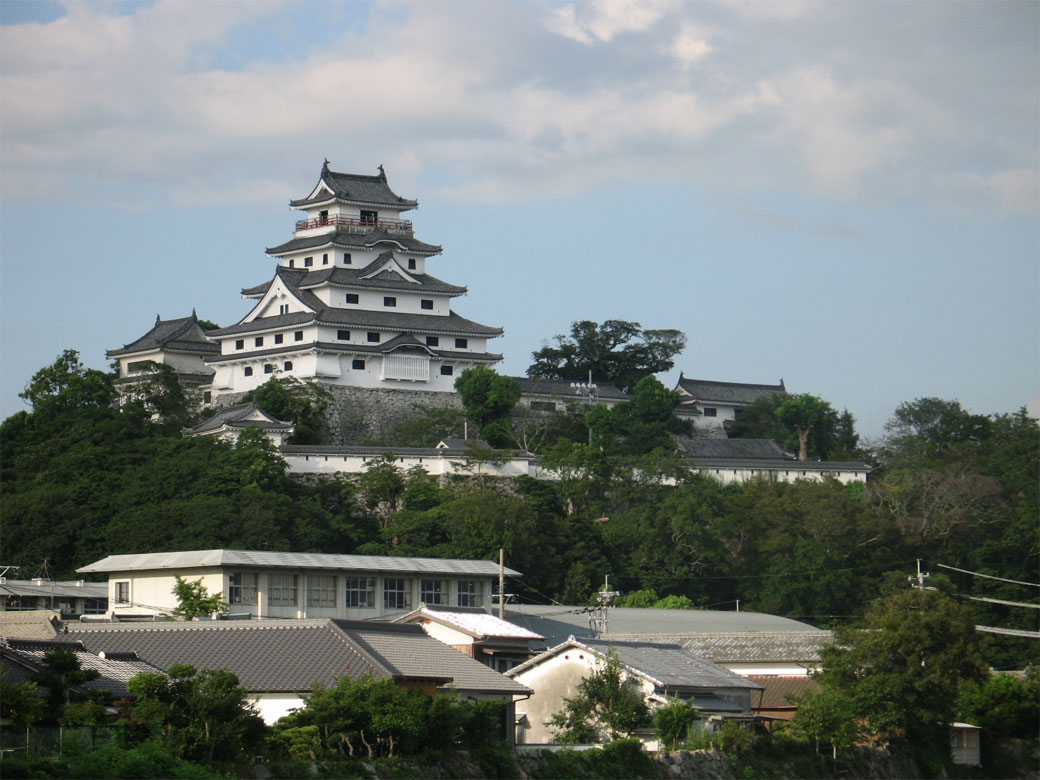
Le château de Karatsu.

Le domaine de Karatsu (唐津藩, Karatsu-han) est un domaine féodal japonais de l'époque d'Edo situé dans la province de Hizen, dans Kyūshū. Le siège de son gouvernement se trouve au château de Karatsu, de nos jours Karatsu.

## Histoire
Le domaine de Karatsu est fondé en 1593 par Terazawa Hirotaka à qui a été attribuée la seigneurie de Karatsu et un territoire d'une valeur de 83 000 koku. Il est également Nagasaki bugyō durant le shogunat Tokugawa. Le clan Terazawa participe à la bataille de Sekigahara du côté de Tokugawa Ieyasu et reçoit 40 000 koku supplémentaires de terres, ce qui monte le revenu total du domaine à 123 000 koku. Les Terazawa prennent part à l'expédition pour réprimer la rébellion de Shimabara. La famille reste à Karatsu jusqu'en 1647 quand le fils de Hirotaka, Katataka, se suicide. Faute d'héritier, la famille disparaît et le domaine est confisqué par le gouvernement central.
Au siècle suivant, plusieurs familles se succèdent au domaine de Karatsu : deux générations du clan Ōkubo, trois générations du clan Ogyū-Matsudaira, quatre générations du clan Doi et quatre du clan Mizuno, y compris Mizuno Tadakuni, le célèbre réformateur. Le domaine passe ensuite aux mains de Nagamasa Ogasawara, dont la famille reste au domaine jusqu'à l'abolition du système han en 1871. Durant la guerre de Boshin de la restauration de Meiji de 1868-1869, Nagamichi Ogasawara, le daimyo de facto de Karatsu, mène un groupe de ses obligés du côté de l'Ōuetsu Reppan Dōmei. Après l'échec de cette alliance, il va à Ezo et combat au sein des forces de la république indépendante d'Ezo. Au même moment, l'administration de domaine de Karatsu est contrainte de prêter serment d'aide militaire à l'alliance Satchō de l'empereur Meiji.
Ogasawara Naganari, amiral de la marine impériale japonaise de l'ère Meiji, est un descendant de la branche Ogasawara qui dirigea le domaine de Karatsu.

## Liste des daimyos
- Clan Terazawa, 1593-1647 (Tozama daimyo ; 83 000 → 123 000 koku)[2]

|   | Nom                          | Dates     | Titre            | Rang                    | Revenus               |
| - | ---------------------------- | --------- | ---------------- | ----------------------- | --------------------- |
| 1 | Terazawa Hirotaka (寺沢広高) | 1593-1633 | Shima-no-kami    | 4e (従四位下) inférieur | 83 000 → 123 000 koku |
| 2 | Terazawa Katataka (寺沢堅高) | 1633-1647 | Hyogoto (兵庫頭) | 5e (従五位下) inférieur | 123 000 koku          |

- Clan Ōkubo 1649-1678 (Fudai daimyo ; 83 000 koku)[2].

|   | Nom                         | Dates     | Titre        | Rang                    | Revenus     |
| - | --------------------------- | --------- | ------------ | ----------------------- | ----------- |
| 1 | Ōkubo Tadamoto (大久保忠職) | 1649-1670 | Kaga-no-kami | 4e (従四位下) inférieur | 83 000 koku |
| 2 | Ōkubo Tadatomo (大久保忠朝) | 1670-1678 | Kaga-no-kami | 5e (従五位下) inférieur | 83 000 koku |

- Clan Matsudaira (Ogyū) 1678-1691 (fudai daimyo ; 70 000 → 60 000 koku)[2].

|   | Nom                            | Dates     | Titre         | Rang                    | Revenus     |
| - | ------------------------------ | --------- | ------------- | ----------------------- | ----------- |
| 1 | Matsudaira Norihisa (松平乗久) | 1678-1686 | Izumi-no-kami | 4e (従四位下) inférieur | 70 000 koku |
| 2 | Matsudaira Noriharu (松平乗春) | 1686-1690 | Izumi-no-kami | 5e (従五位下) inférieur | 70 000 koku |
| 3 | Matsudaira Norisato (松平乗邑) | 1690-1691 | Izumi-no-kami | 4e (従四位下) inférieur | 60 000 koku |

- Clan Doi 1691-1762 (fudai daimyo ; 70 000 koku)[2].

|   | Nom                      | Dates     | Titre         | Rang                    | Revenus     |
| - | ------------------------ | --------- | ------------- | ----------------------- | ----------- |
| 1 | Doi Toshimasu (土井利益) | 1691-1713 | Suo-no-kami   | 5e (従五位下) inférieur | 70 000 koku |
| 2 | Doi Toshizane (土井利実) | 1713-1736 | Oito (大炊頭) | 5e (従五位下) inférieur | 70 000 koku |
| 3 | Doi Toshinobu (土井利延) | 1736-1744 | Oito (大炊頭) | 5e (従五位下) inférieur | 70 000 koku |
| 4 | Doi Toshisato (土井利里) | 1744-1762 | Oito (大炊頭) | 4e (従四位下) inférieur | 70 000 koku |

- Clan Mizuno 1762-1817 (fudai daimyo ; 60 000 koku)[2].

|   | Nom                        | Dates     | Titre                 | Rang                     | Revenus     |
| - | -------------------------- | --------- | --------------------- | ------------------------ | ----------- |
| 1 | Mizuno Tadatō (水野忠任)   | 1762-1775 | Izumi-no-kami         | 5te (従五位下) inférieur | 60 000 koku |
| 2 | Mizuno Tadakane (水野忠鼎) | 1775-1805 | Ukonoefu (左近将監)   | 5e (従五位下) inférieur  | 60 000 koku |
| 3 | Mizuno Tadaaki (水野忠光)  | 1805-1812 | Izumi-no-kami         | 5e (従五位下) inférieur  | 60 000 koku |
| 4 | Mizuno Tadakuni (水野忠邦) | 1812-1817 | Echizen-no-kami, rōjū | 5e (従五位下) inférieur  | 60 000 koku |

- Clan Ogasawara 1817-1871 (fudai daimyo ; 60 000 koku)[3]

|   | Nom                             | Dates     | Titre                        | Rang                    | Revenus     |
| - | ------------------------------- | --------- | ---------------------------- | ----------------------- | ----------- |
| 1 | Ogasawara Nagamasa (小笠原長昌) | 1817-1823 | Tomoro-no-tsukasa (主殿頭)   | 5e (従五位下) inférieur | 60 000 koku |
| 2 | Ogasawara Nagayasu (小笠原長泰) | 1823-1833 | Iki-no-kami                  | 5e (従五位下) inférieur | 60 000 koku |
| 3 | Ogasawara Nagao (小笠原長会)    | 1833-1836 | Noto-no-kami                 | 5e (従五位下) inférieur | 60 000 koku |
| 4 | Ogasawara Nagakazu (小笠原長和) | 1836-1840 | Sado-no-kami                 | 5e (従五位下) inférieur | 60 000 koku |
| 5 | Ogasawara Nagakuni (小笠原長国) | 1840-1871 | Nakatsukasa daiyū (中務大輔) | 5e (従五位下) inférieur | 60 000 koku |